# Isabel González González
Isabel Gema González González, née le 25 avril 1964 à Madrid, est une femme politique espagnole membre du Parti populaire (PP).
Elle est élue députée à l'Assemblée de Madrid en mai 2015.

## Biographie

### Vie privée
Elle est mariée. Son frère, Ignacio González González a présidé la Communauté de Madrid entre 2012 et 2015.

### Formation et vie professionnelle
Elle est assesseure auprès de différentes entreprises. Elle a exercé en tant que chef du secrétariat du secrétaire d'État aux Sports puis comme coordonnatrice du cabinet de la présidence du Sénat.

### Députée régionale
Elle est élue députée à l'Assemblée de Madrid lors des élections régionales du 25 mai 2003 puis réélue en octobre 2003 et en mai 2007. Elle occupe les fonctions de porte-parole du groupe populaire à la commission de la Femme et préside la commission du Travail.
Élue lors des élections municipales de mai 2011 conseillère municipale de Pozuelo de Alarcón, elle occupe les fonctions de quatrième adjointe au maire chargée de la Culture pour les quatre ans de la mandature. En 2015, elle se présente de nouveau aux élections régionales et obtient un nouveau mandat de parlementaire. Pour la Xe législature, elle est porte-parole adjointe du groupe populaire au parlement régional, membre de la députation permanente et porte-parole à la commission de la Culture. Elle est destituée par Ángel Garrido le 24 mai de son poste de porte-parole adjointe.
Le 20 avril 2017, elle assiste à l'arrestation de son frère Ignacio González González, présumé responsable de détournement de fonds publics, depuis son siège dans l'hémicycle de l'Assemblée régionale.